# Radiomuseum (Boeschepe)
Het Radiomuseum (Frans: Musée de la Radio) is een museum in de gemeente Boeschepe in het Franse Noorderdepartement.
Dit museum behandelt de geschiedenis van de radio van 1922 tot heden. Het bevat een grote verzameling radiotoestellen, luidsprekers en dergelijke, alsook ouderwetse televisietoestellen, grammofoons en het bijbehorend reclame- en documentatiemateriaal. Het wordt tentoongesteld in drie zalen die achtereenvolgens de vooroorlogse periode, de periode van de jaren '50 van de 20e eeuw, en de periode na de uitvinding van de transistor behandelen.
Een van de oudste apparaten is de coherer van Édouard Branly (cohéreur de Branly) van 1890. Een werkende replica van dit apparaat wordt gedemonstreerd in het museum.